# Musée des Alpes (Bard)
 (juin 2023).
Si vous disposez d'ouvrages ou d'articles de référence ou si vous connaissez des sites web de qualité traitant du thème abordé ici, merci de compléter l'article en donnant les références utiles à sa vérifiabilité et en les liant à la section « Notes et références ».
Pour un article plus général, voir Fort de Bard.
Le musée des Alpes est un musée qui concerne le massif des Alpes.
Il a été inauguré en janvier 2006 à l'intérieur du fort de Bard à Bard, en Vallée d'Aoste.

## Description
Il est organisé selon les techniques les plus modernes en communication et multimédia, avec de nombreux recours aux supports vidéo, photographiques et sonores.
En vertu de cette structure, le musée ne répond pas aux canons classiques des musées anthropologiques, scientifiques ou simplement d'art, mais il est également doté de collections importantes d'objets et produits fabriqués à la main, de pierres et de pièces formant une partie intégrante de l'histoire de la montagne alpine.

## Comment y accéder
Le musée des Alpes, installé à l'intérieur du fort de Bard, est aisément accessible par l'autoroute A5 Turin-Aoste-Mont Blanc, à la sortie du péage Verrès (en provenance d'Aoste) ou de Pont-Saint-Martin (en provenance de Turin), en suivant la route nationale 26 (Bard se trouve après Donnas si on sort à Pont-Saint-Martin, ou après Arnad si on sort à Verrès).
En train, le long de la voie ferroviaire Aoste-Chivasso, la gare la plus proche est celle de Hône, où ne s'arrêtent néanmoins que les trains régionaux. À la gare de Verrès, où s'arrêtent tous les trains, un service de navette pour le fort est prévu.

## Galerie de photos

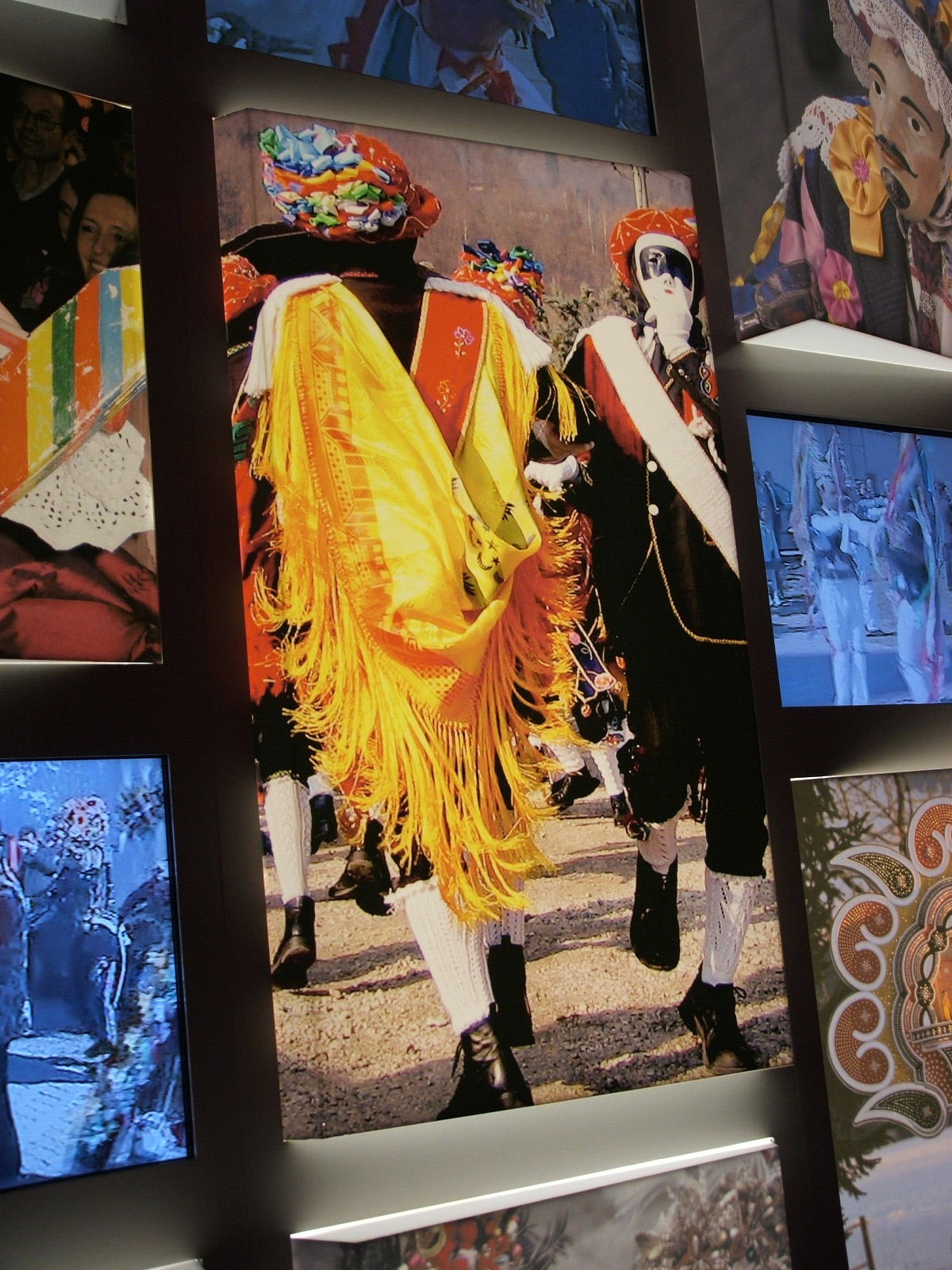
Personnage du carnaval de la "Coumba fréda" (Valpelline et vallée du Grand-Saint-Bernard)
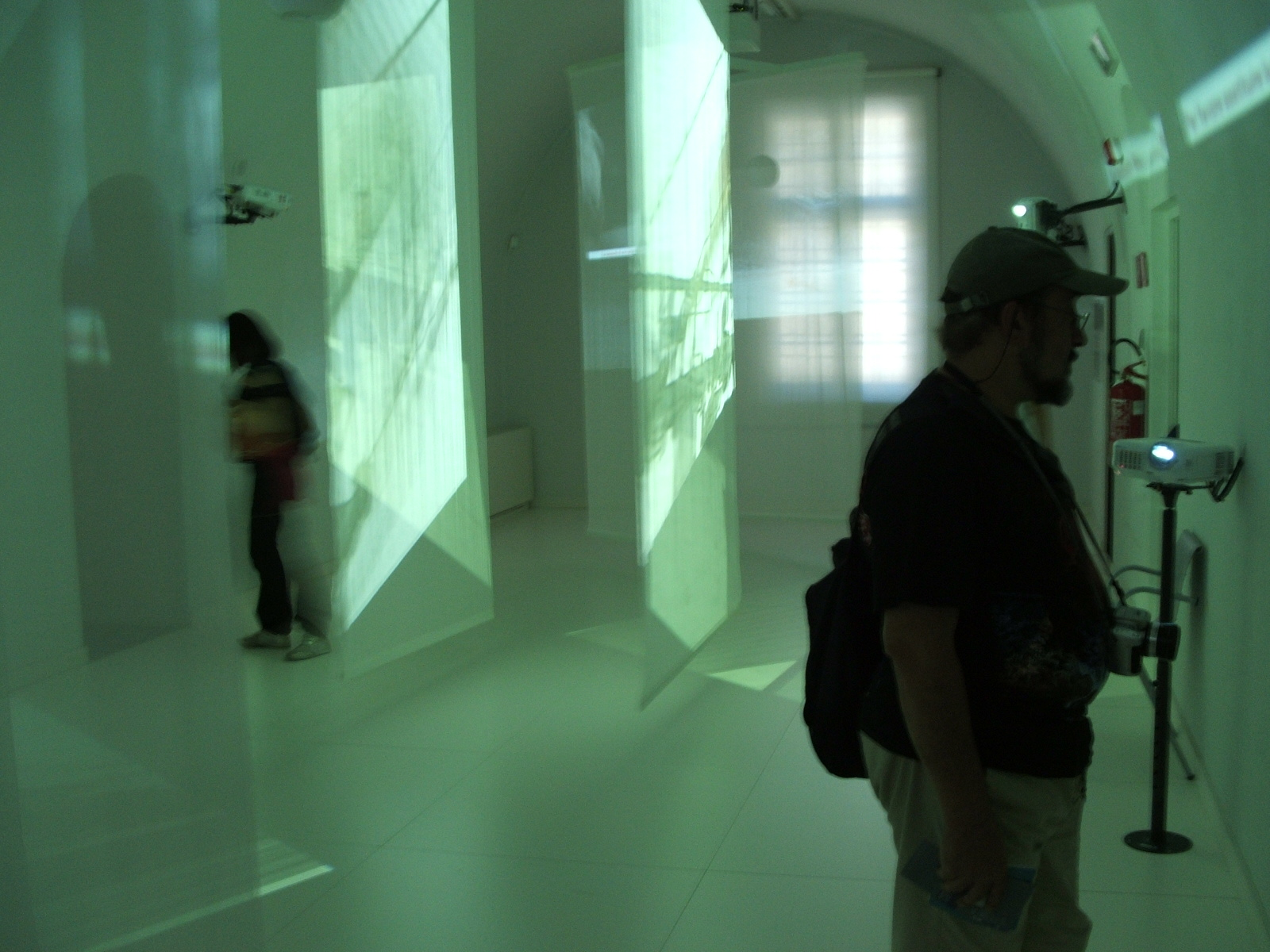
La salle futuriste

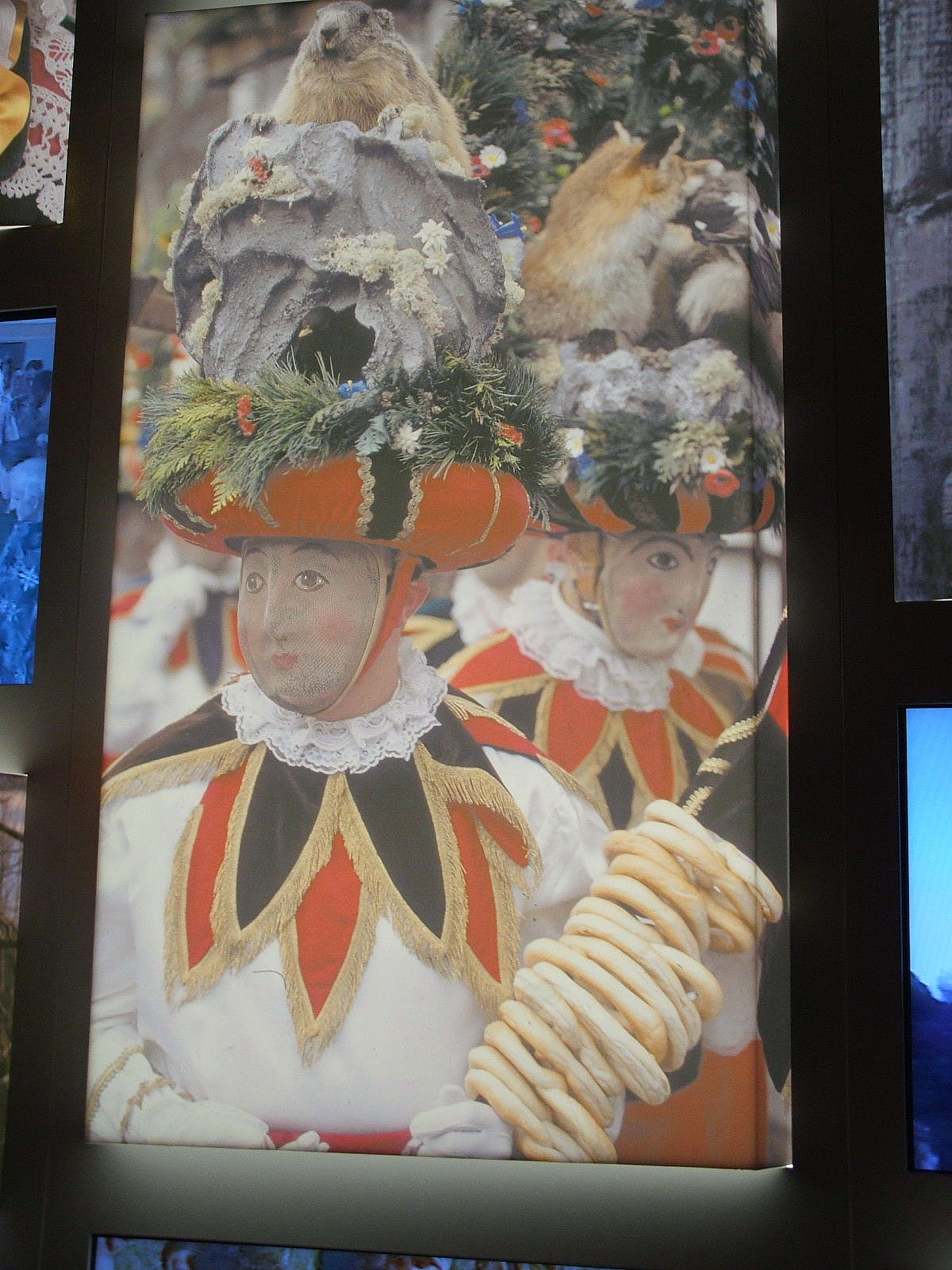
Masques alpins
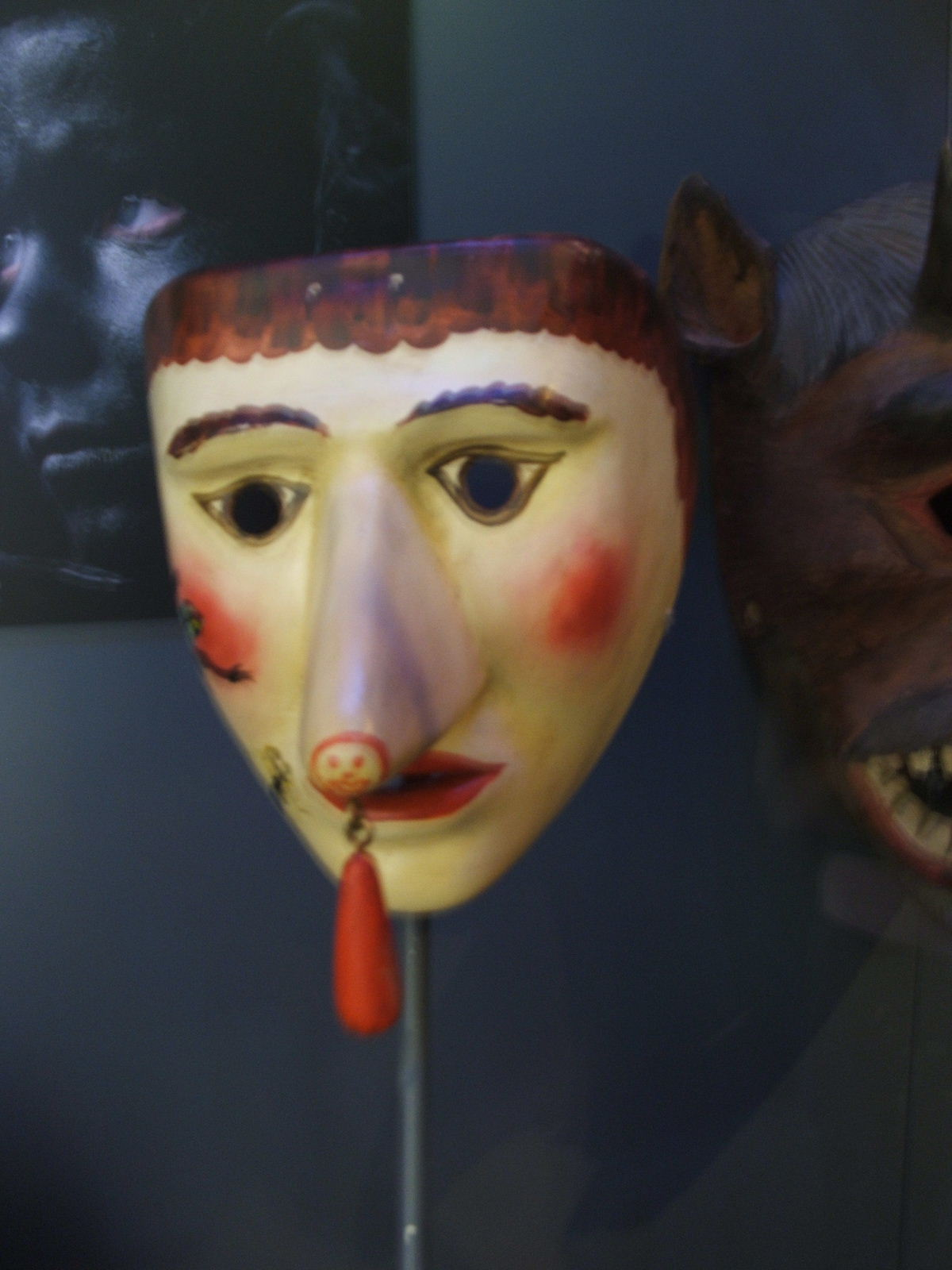
[2]
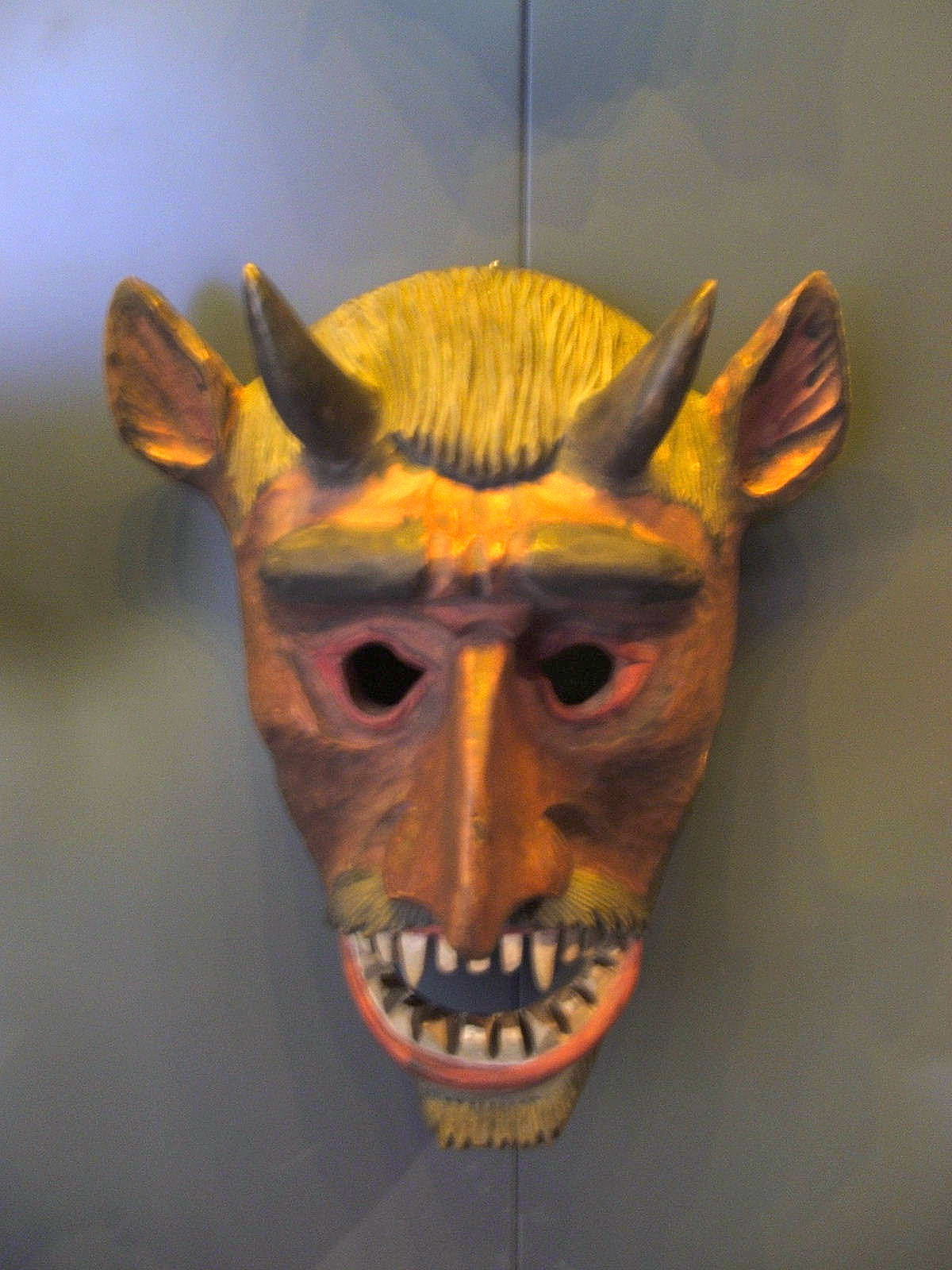
[3]